# Nikolai Wissarionowitsch Nekrassow

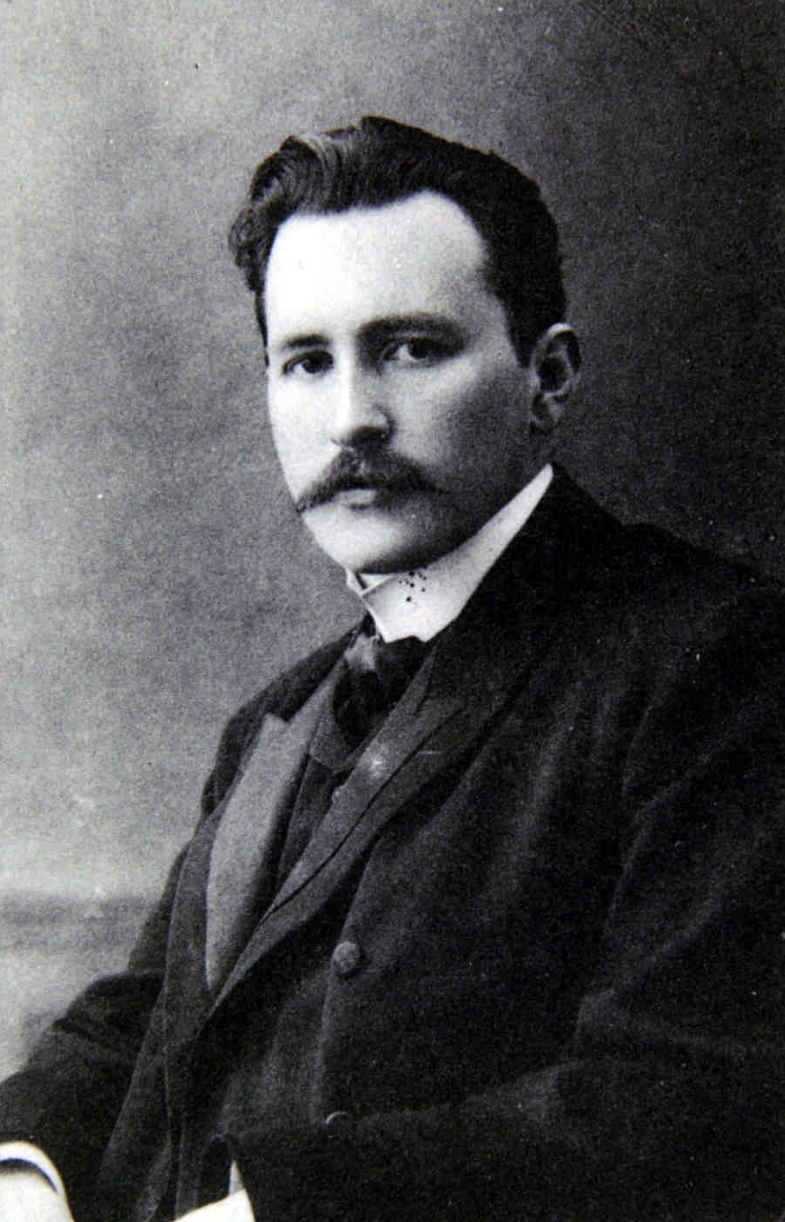
Nikolai Wissarionowitsch Nekrassow

Nikolai Wissarionowitsch Nekrassow (russisch Николай Виссарионович Некрасов, wiss. Transliteration Nikolaj Vissarionovič Nekrasov; * 20. Oktoberjul. / 1. November 1879greg. in Sankt Petersburg; † 7. Mai 1940 in Moskau) war ein liberaler russischer Politiker der Konstitutionell-Demokratischen Partei Russlands (Kadetten). Er war 1917 der letzte russische Generalgouverneur Finnlands.

## Frühe Jahre
Nikolai Nekrassow wurde in die Familie eines Priesters geboren. Er studierte Ingenieurwesen und schloss 1902 sein Studium ab. 1904 wurde er zum Dozenten für technisches Zeichnen am Technischen Institut in Tomsk ernannt. 1905 wurde er dort Professor für Statik und Brückenbau. Im selben Jahr zog es Nekrassow in die Politik. Nekrassow unterstützte nach der russischen Revolution von 1905 die im selben Jahr gegründete „Kadettenpartei“ (offiziell Конституционная Демократическая партия), die sich liberalen Ideen verschrieb.
Nekrassow wurde 1907 in die dritte Staatsduma gewählt. Erst gehörte er der Fortschrittsgruppe an, bevor er sich nach deren Auflösung in der Kadettenpartei engagierte und einer ihrer Führer wurde. In der vierten Staatsduma wurde er 1916 zum zweiten stellvertretenden Vorsitzenden des Parlaments gewählt. Anfang 1916 schmiedete er eine parteiübergreifende Koalition, den Zaren zur Abdankung zu zwingen, die konstitutionelle Monarchie aber zu erhalten.

## Regierung
Nach der Februarrevolution von 1917 wurde Nekrassow am 2. März 1917 Verkehrsminister der Provisorischen Regierung. In dieser Zeit näherte er sich immer mehr Kerenski an. Vor allem in der Frage um Zugeständnisse zur Autonomie der Ukraine, denen sich die Kadettenpartei widersetzte, kam es schließlich zum Bruch zwischen Nekrassow und seiner Partei. Am 2. Juli trat er aus der Regierung aus. Wenige Tage später, am 8. Juli, wurde er allerdings als Stellvertreter von Ministerpräsident Kerenski wieder mit einem Regierungsamt betraut. Während der Abwesenheit Kerenskis leitete er die Regierungssitzungen. Mitte September 1917 zog er sich erneut aus der Regierung zurück, da die Angriffe gegen ihn immer härter geworden waren.

## Generalgouverneur
Nekrassow wurde daraufhin zum Generalgouverneur in Finnland ernannt. Er trat sein Amt am 17. September 1917 an, hatte es allerdings nur wenige Wochen inne, bevor der Umsturz vom 7. November 1917 das faktische Ende der Personalunion zwischen Russland und Finnland bedeutete. Nekrassow erhielt die Nachricht in Petrograd am Morgen desselben Tages. Er teilte daraufhin dem finnischen Senat mit, dass er nicht nach Finnland zurückkehren werde. Am 6. Dezember 1917 erklärte Finnland offiziell seine vollständige Unabhängigkeit. Nekrassow war damit der letzte russische Generalgouverneur Finnlands.

## Russischer Bürgerkrieg
Während des russischen Bürgerkriegs (1917/18–1920) zog sich Nekrassow aus der Politik zurück. 1919 siedelte er nach Kasan über. Im März 1921 wurde er verhaftet, jedoch zwei Monate später wieder aus dem Gefängnis entlassen. Er wurde danach Vorstandsmitglied der Vereinigung der Verbraucherkooperativen.
Orden des Roten Banners der Arbeit (1938)

## Verhaftungen und Tod
Am 3. November 1930 wurde Nekrassow erneut verhaftet und unter fingierten Anschuldigungen zu zehn Jahren Gefängnis verurteilt. Im März 1933 wurde er allerdings freigelassen. Am 13. Juni 1939 wurde er erneut festgenommen, zum Tode verurteilt und am 7. Mai 1940 hingerichtet.